# Mohammed Essad Safvet-Effendi
Mohammed Essad Safvet-Effendi was een diplomaat en Ottomaans Ondersecretaris van Buitenlandse Zaken Hij ontving in 1855 de IIe Klasse van de Orde van de Rode Adelaar in de voor niet-christenen voorgeschreven vorm.